# Casa-fàbrica Gassó-Tous
La casa-fàbrica Gassó-Tous és un conjunt d'edificis al carrer de la Riereta i la Rambla del Raval (abans carrer de Sant Jeroni) del barri del Raval de Barcelona, del que el primer està catalogat com a bé amb elements d'interès (categoria C).

## Història

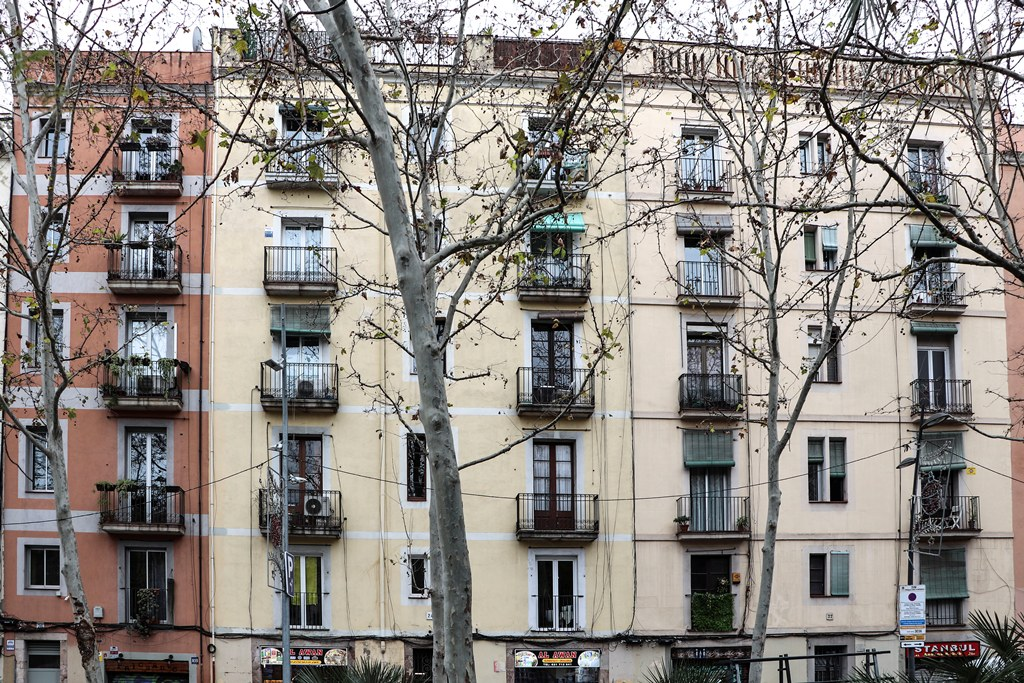
Façana a la Rambla del Raval

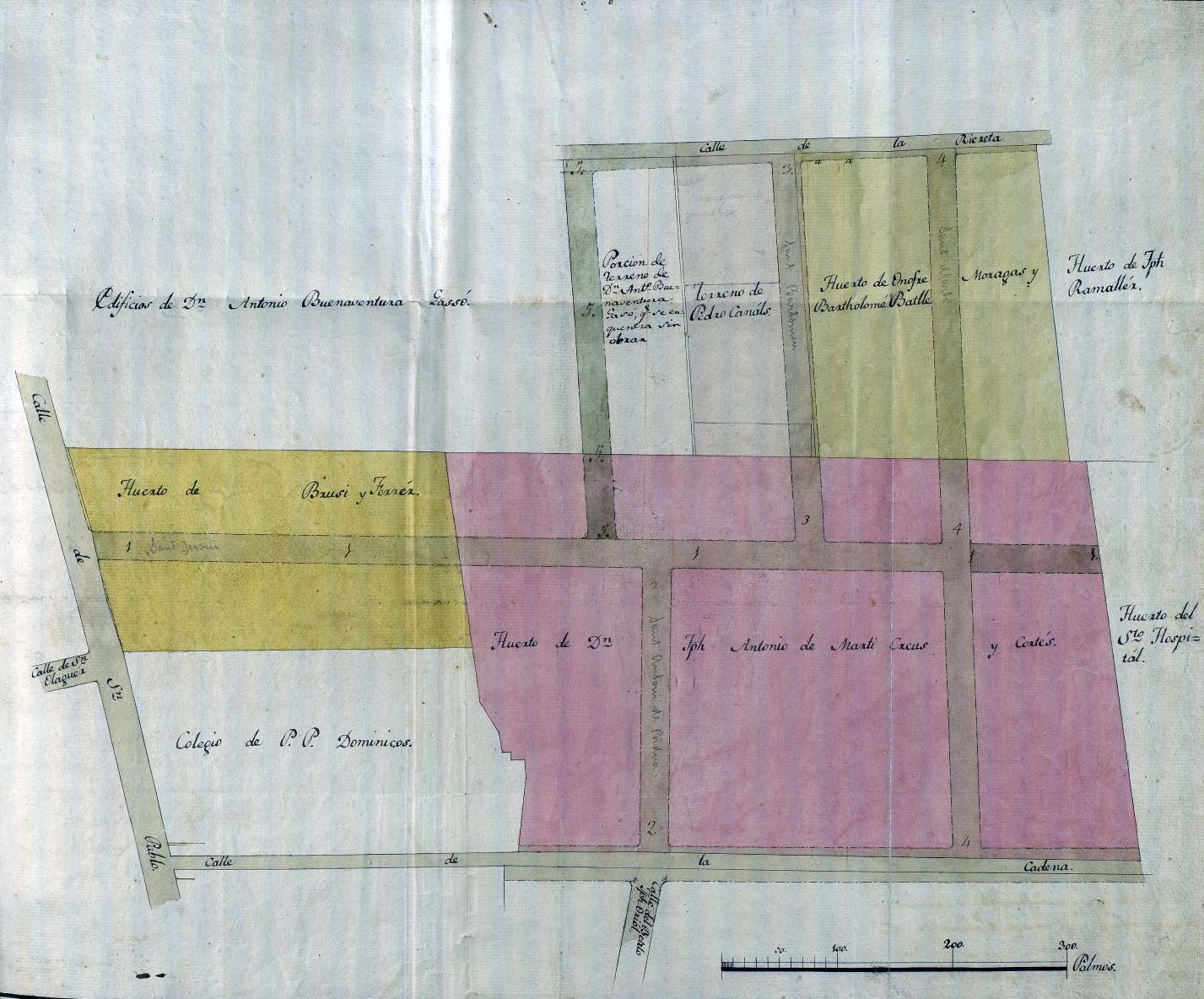
Projecte d'obertura dels carrers de Sant Jeroni, Sant Bartomeu, Sant Martí i Sant Antoni de Pàdua (1807)

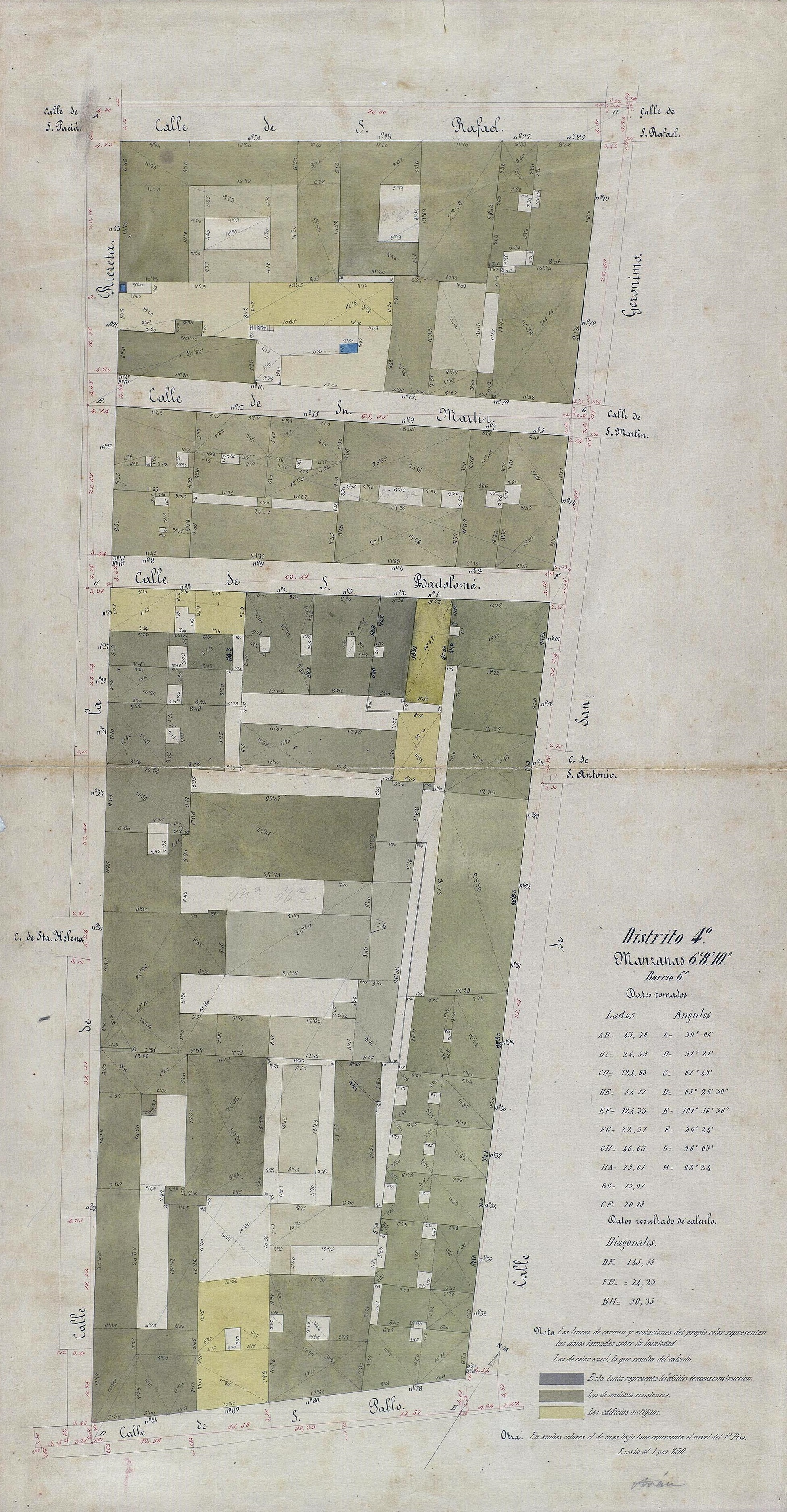
Quarteró núm. 100 de Garriga i Roca (c. 1860)

El 1798, Josep Anton Martí i Creus va presentar el projecte d'obertura d'un carrer entre els de la Cadena i de la Riereta. Aquest, que s'anomenaria de Sant Antoni de Pàdua, va quedar interromput al de Sant Jeroni, i actualment ha estat obliterat per la Rambla del Raval. El 1829, el seu fill Josep Maria de Martí i de la Penya va establir en emfiteusi un terreny al fabricant de teixits i filats de cotó Nicolau Tous i Soler, que el 1832 demanà permís per a construir-hi un edifici d'habitatges al carrer de Sant Jeroni (actualment Rambla del Raval, 22-26) segons els plànols del mestre de cases Jaume Millàs. La construcció va finalitzar el 1833, i el paleta Pau Sans va cobrar un import de 18.000 lliures barcelonines pels treballs de paleta, fuster i manyà.
Aquell mateix any, Tous va adquirir en emfituesi una porció de terreny a Pau Fèlix Gassó i Arolas per a construir una casa-fàbrica de planta baixa, entresol i tres pisos al núm. 5 (actual 33) del carrer de la Riereta, segons el projecte del mestre de cases Jacint Torner, que també va exercir de constructor i va cobrar 12.000 lliures pel conjunt dels treballs. Aquest edifici fou immediatament llogat a la societat Matias Muntadas i Fill, substituïda el 1839 per Pau Muntadas i Germans, que seria l'embrió de L'Espanya Industrial.
A la mateix època, Tous també va llogar una part de la fàbrica de Gassó als núms. 3 i 4 (actual 35), per a reformar-la i llogar-la a d'altres industrials, i el 1846, va adquirir els edificis en emfiteusi a Pau Fèlix Gassó i al seu fill Erasme Gassó i de Janer. El 1857 hi havia al núm. 33 la serradora de Francesc Olivella i Pascual, i al núm. 35 la fàbrica de tints de Joan Artós, i la de buates de Miquel Massip. El 1863 hi havia al núm. 33 la fàbrica de filats de Francesc Palà i la de teixits de Joan Llanas, i al núm. 35 la fàbrica de filats de Jacint Barrau, la de corretges per a telers de Pere Llauradó i la ja esmentada de Joan Artós.
A la mateixa època, la fàbrica d'estampats i aprests de Salvador Roig ocupava la part esquerra de l'edifici, que el 1868 va sol·licitar la legalització de dos generadors de vapor. El mateix any, la fàbrica d'estampats de Rafael Saladrigas n'ocupava la part dreta i va sol·licitar la legalització de dos generadors de vapor de 15 i 12 CV de potència, sota la direcció de l'enginyer industrial Baldomero Santigas. El núm. 33 estava ocupat pel taller de fustes de Francesc Rotxotxo, i també per la fàbrica de trenes i cordons de cotó d’Antoni Oriol, que el 1899 hi va fer instal·lar un motor elèctric de 15 CV, i el 1891 un de gas d'1 CV.

## Descripció
El del núm. 33 del carrer de la Riereta, actualment enderrocat, corresponia a un model de casa-fàbrica, amb un edifici d'habitatges amb front al carrer i una «quadra» d'uns 6 m d'amplada i il·luminació lateral a l'interior d'illa. El del núm. 35, catalogat com a bé amb elements d'interès (categoria C), té una façana de 162 pams de longitud, que preserva essencialment el caràcter de l'edifici del 1802), si bé amb l'afegit de balcons. A l'interior s'organitzen dues quadres de 4 a 5 alçades i 6 i 12 m d'amplada, configurant una malla de patis i edificis a l’estil de les composicions tipològiques de la tratadística arquitectònica de Louis Durand.